# Thibault Cauvin
Thibault Cauvin est un guitariste français, né le 16 juillet 1984 à Bordeaux. Il est l'un des guitaristes les plus récompensés au monde avec 36 prix internationaux.

## Biographie

### Les débuts
Thibault Cauvin commence la guitare à l'âge de cinq ans avec son père Philippe Cauvin, lui-même guitariste et compositeur. Il poursuit ensuite ses études au Conservatoire à rayonnement régional  de Bordeaux puis au Conservatoire national supérieur de musique et de danse de Paris dans les classes d'Olivier Chassain, d'où il sortira diplômé. Il a également suivi l'enseignement de professeurs tels qu'Alvaro Pierri, ou Judicaël Perroy, entre autres.
De 2000 à 2005 Thibault Cauvin participe à de nombreux concours internationaux. Il en gagnera treize, avant l'âge de 20 ans (Los Angeles, San Francisco, Malaga, Vienne, ...).

### Les tournées et disques
À l'âge de 20 ans, diplômé et fort de son palmarès, Thibault Cauvin entame une tournée appelée "La tournée sans fin". Durant plus de 15 ans, il donnera 1 500 concerts dans près de 130 pays,,.
En 2013, il publie son premier album chez Sony Music, Danse avec Scarlatti.
En novembre 2014, Le voyage d'Albéniz est enregistré au château Lafite-Rothschild. Isaac Albéniz, compositeur espagnol, a écrit des oeuvres pour décrire des villes et régions espagnoles, adaptées par Thibault Cauvin pour guitare. L'enregistrement reçoit un accueil positif (album du mois de la Radio FIP).
En 2015, sort un album homonyme, surnommé L'album bleu, florilège du répertoire de la guitare classique et d'arrangements.
Le 28 octobre 2016 paraît The Vivaldi Album, enregistré avec l'Orchestre de chambre de Paris dirigé par Julien Masmondet, à la Philharmonie de Paris.
En 2018 paraît son album Cities II, sur lequel figure des duos avec Didier Lockwood, Thylacine (musicien), Lea Desandre, Matthieu Chedid, Erik Truffaz, ...
En 2020, durant le premier confinement, il lance le défi de jouer les Études de Leo Brouwer aux guitaristes du monde entier. À la suite du succès du projet il enregistre un album qui comprend trois nouvelles Estudios Sencillos que lui compose et dédie Leo Brouwer. Le disque des 33 Estudios sencillos de Leo Brouwer sous les doigts de Thibault est sorti en Septembre 2020.
Sorti le 30 avril 2021 chez Sony, Films est un hommage à la musique du septième art, avec un répertoire qui mêle grands classiques, dessins animés et films plus récents. Cet album est aussi l'occasion pour Thibault d'expérimenter de nouveaux sons, en connectant sa guitare classique à diverses pédales d'effets.
Le 17 février 2023 sort son  album Bach, enregistré dans une petite chapelle en Dordogne.
Il enregistre avec Matthieu Chedid l'album L’Heure Miroir qui sort le 14 juin 2024. C'est un disque exclusivement instrumental où les deux artistes jouent des réarrangements des tubes de -M-, des standards de la pop et de la chanson française, ainsi que des titres inédits. À sa sortie, L'Heure Miroir se classe 7e du top album français.
Thibault collabore avec son frère Jordan Cauvin, compositeur.

## Discographie
- 2013 : Danse avec Scarlatti
- 2014 : Le voyage d'Albéniz
- 2015 : L'album bleu
- 2016 : The Vivaldi Album
- 2018 : Cities II
- 2020 : Cauvin plays Brouwer
- 2021 : Films
- 2022 : Bach
- 2024 : L'Heure Miroir (avec Matthieu Chedid)

## Série radiophonique / Podcast
Durant l'été 2020, est diffusé sur France Musique Les aventures de Thibault Cauvin. Huit épisodes écrits et contés par Thibault Cauvin, mis en son et en musique, lors desquels racontes ses pérégrinations autour du monde. La série est toujours disponible en podcast.

## Livres
En 2022 sort aux Éditions du Rocher À cordes et à cœur, un livre autobiographique co-écrit avec François Delétraz.
Son premier roman Alter Ego, est sorti le 9 avril 2025 aux Éditions Jean-Claude Lattès.

## Documentaires
En 2009, un documentaire est réalisé par Nicolas Pier Morin lors d'une tournée en Chine de Thibault Cauvin. Ce film, intitulé Across China, a été diffusé en salle dans différents pays et est sorti en DVD quelques mois plus tard.
Un film documentaire de 52 min produit par France Télévisions et Les Productions du moment intitulé Thibault Cauvin fils de rocker sort en 2019. Pendant plusieurs années une équipe de tournage a suivi Thibault Cauvin à l'international.